# 理查德·亨利·李
理查德·亨利·李（英語：Richard Henry Lee，1732年1月20日—1794年6月19日）是一位来自弗吉尼亚州的美国政治家，以李决议（Lee Resolution）而闻名，该决议是第二届大陆会议上要求殖民地独立于大不列颠的议案。他是《邦联条例》的签署人，1776年6月的“独立决议”促成了李参与签署的《美国独立宣言》。他还担任了一年的大陆会议主席，1789年至1792年，他担任弗吉尼亚州参议员。
他是李氏家族的一员，该家族是在弗吉尼亚政治中有着历史影响的家族。